# Condado de Floyd (Texas)
O Condado de Floyd é um dos 254 condados do Estado americano do Texas. A sede do condado é Floydada, e sua maior cidade é Floydada.
O condado possui uma área de 2 571 km² (dos quais 1 km² estão cobertos por água), uma população de 7 771 habitantes, e uma densidade populacional de 3 hab/km² (segundo o censo nacional de 2000).
O condado foi fundado em 1876.